# Axonopus micay
Axonopus micay là một loài thực vật có hoa trong họ Hòa thảo. Loài này được García-Barr. mô tả khoa học đầu tiên năm 1960.